# Nothing in This World
Nothing in This World ist ein Lied des It-Girls Paris Hilton und deren dritte Single aus ihrem Debütalbum Paris. Das Lied wurde weltweit am 12. September 2006 auf ihrem eigenen Plattenlabel Heiress Records veröffentlicht. Für die Produktion des Liedes und das Songwriting verpflichtete Hilton unter anderem Dr. Luke und Sheppard Solomon. Das Lied ist ein Dance-Pop-Song.
Für den Backgroundgesang verpflichtete Hilton die damals noch unbekannte Sängerin und Rapperin Ke$ha. Ke$has Gesang wurde anschließend künstlich bearbeitet, wodurch das Lied den Dance-Einfluss bekam. Bei den Aufnahmen zu Nothing in This World lernte Ke$ha ihren späteren Freund und Produzenten Dr. Luke kennen.

## Hintergrund
Paris Hilton versuchte sich 2004 als Sängerin und nahm ein Album auf, für das sie J.C. Chasez und Rob Boldt als Produzenten engagierte. Sie kündigte ihren direkten Plattenvertrag mit Warner Brothers und gründete das Plattenlabel Heiress Records als Sublabel von Warner Brothers. 2004 wurde die geplante Veröffentlichung der ersten Single Screwed nach wenig erfolgreichen Testläufen in Clubs in Miami abgesagt. Im September 2006 wurde Nothing in This World als dritte Single ihres Debütalbums Paris veröffentlicht. Anfang Juni 2007 wurde der Vertrag mit Hilton von Warner Brothers wegen niedriger Verkaufszahlen gekündigt.

## Musikvideo
Hilton drehte das Musikvideo zu Nothing in This World am 5. und 6. September 2006  in Pasadena und in der Long Beach Polytechnic High School in Los Angeles. Für die Regie und Produktion des Videos verpflichtete Hilton Scott Speer. Im Video parodiert Hilton den Film The Girl Next Door. Der Girl-Star Elisha Cuthbert und Ke$ha haben einen Cameo-Auftritt im Musikvideo. 
Die Weltpremiere des Videos war am 22. September 2006 bei AOL und MuchMusic. Wegen der zu erotischen Szenen nahmen viele Sender das Musikvideo frühzeitig aus den Programm. Auf dem Videoportal Youtube wurde das Musikvideo aber sehr populär und erreichte über 10,5 Millionen Aufrufe.

## Kommerzieller Erfolg
Nothing in This World konnte nach der Veröffentlichung am 12. September 2006 nicht an die Erfolg der Debütsingle Stars Are Blind anknüpfen. Die amerikanischen Billboard Hot 100 wurden nur knapp verfehlt, aber durch Hiltons Selbstvermarktung, erreichte Nothing in This World unter anderem Platz 34 in Deutschland, Platz 55 im Vereinigten Königreich, Platz 46 in Belgien, Platz 84 in den Niederlanden, Platz 32 in Australien, Platz 36 in Schweden und Platz 7 in Finnland. In den US Dance Charts erreichte die Single Platz 12.
| ChartsChartplatzierungen     | Höchstplatzierung | Wochen |
| ---------------------------- | ----------------- | ------ |
| Deutschland (GfK)            | 34 (9 Wo.)        | 9      |
| Schweiz (IFPI)               | 61 (3 Wo.)        | 3      |
| Vereinigtes Königreich (OCC) | 55 (2 Wo.)        | 2      |